# VisioN
Pour les articles homonymes, voir Vision.
VisioN, anciennement Nijyusseiki Jr. (20世紀Jr.), est un groupe japonais de rock, actif entre 1988 et 1993. Durant son existence, il est dirigé par le chanteur Masaki Dobashi.

## Histoire
Le groupe fait ses débuts sous le nom de Nijyusseiki Jr. en 1988 avec le single シリアス (litt. Serious) sorti chez Tokuma Japan Communications, et son troisième single Everything Will Be Alright est utilisé pour la chanson commerciale de Mazda Carol. Ces singles atteignent tous le classement Oricon.
En 1992, le groupe change de nom pour devenir VisioN, et sort le single Looking for You chez Virgin Japan. La même année, leur deuxième single après le changement de nom, Love Seeker Can't Stop It, est utilisé comme thème d'ouverture de l'anime Ranma ½ : Nekuto Hen. Le groupe se sépare après la sortie simultanée du single ワンダラス (litt. Glorious) et des trois albums VisioN-I et Wondrous le 21 avril 1993. 

## Discographie
- 1988 : シリアス (single, sous Nijyusseiki Jr.)
- 1988 : Song for You (single, sous Nijyusseiki Jr.)
- 1988 : Everything Will Be Allright (single, sous Nijyusseiki Jr.)
- 1989 : 直立猿人 〜ELECTOS#1〜 (album)
- 1992 : VisioN-I (album)
- 1992 : VisioN-II (album)
- 1993 : Wondrous (album)